# Eucereon punctata
Eucereon punctata är en fjärilsart som beskrevs av Guérin-meneville 1844. Eucereon punctata ingår i släktet Eucereon och familjen björnspinnare. Inga underarter finns listade i Catalogue of Life.